# دائرة واد أمليل
دائرة واد أمليل هي إحدى دوائر إقليم تازة، التابع لجهة فاس مكناس، المملكة المغربية. تضم الدائرة 6 جماعات قروية، وبلغ عدد سكانها 94661 فرداً سنة 2004 حسب الإحصاء الرسمي للسكان والسكنى. يتبع للدائرة 17 مشيخة و211 دوار.

## التقسيمات الإداريّة
تعتبر دائرة واد أمليل إحدى الدوائر المشكّلة لإقليم تازة، وهو التقسيم الإداري من المستوى الرابع المعتمد في المغرب. ينقسم إقليم تازة إلى 34 جماعات قروية تختلف من حيث السكان والمساحة، والتي بدورها تنقسم إلى مشيخات تضم عدداً من الدواوير.